# Снеллінг (Південна Кароліна)
Снеллінг (англ. Snelling) — місто (англ. town) в США, в окрузі Барнвелл штату Південна Кароліна. Населення — 250 осіб (2020).

## Географія
Снеллінг розташований за координатами 33°14′34″ пн. ш. 81°28′4″ зх. д. / 33.24278° пн. ш. 81.46778° зх. д. (33.242684, -81.467755).  За даними Бюро перепису населення США в 2010 році місто мало площу 10,58 км², з яких 10,45 км² — суходіл та 0,13 км² — водойми.

## Демографія
Згідно з переписом 2010 року, у місті мешкали 274 особи в 106 домогосподарствах у складі 74 родин. Густота населення становила 26 осіб/км².  Було 123 помешкання (12/км²).
Расовий склад населення:
| - 81,8 % — білих - 16,4 % — чорних або афроамериканців |

До двох чи більше рас належало 1,1 %. Частка іспаномовних становила 0,7 % від усіх жителів.
За віковим діапазоном населення розподілялося таким чином: 21,5 % — особи молодші 18 років, 70,8 % — особи у віці 18—64 років, 7,7 % — особи у віці 65 років та старші. Медіана віку мешканця становила 41,5 року. На 100 осіб жіночої статі у місті припадало 110,8 чоловіків;  на 100 жінок у віці від 18 років та старших — 97,2 чоловіків також старших 18 років.
Середній дохід на одне домашнє господарство  становив 56 987 доларів США (медіана — 36 875), а середній дохід на одну сім'ю — 69 913 долари (медіана — 53 750). За межею бідності перебувало 13,2 % осіб, у тому числі 8,5 % дітей у віці до 18 років та 22,2 % осіб у віці 65 років та старших.
Цивільне працевлаштоване населення становило 125 осіб. Основні галузі зайнятості: освіта, охорона здоров'я та соціальна допомога — 22,4 %, виробництво — 14,4 %, науковці, спеціалісти, менеджери — 12,8 %.